# Marie-Isabelle de Guastalla
Marie Isabelle de Gonzague (Guastalla, 14 mars 1680 – Guastalla, 2 décembre 1726) est une noble italienne.
Elle est princesse de Guastalla, fille de Vincent Ier de Guastalla et Marie-Victoire de Guastalla.
Son père a commandé en 1695 au peintre Benedetto Gennari le Jeune de l'école du Guerchin un portrait de la fille pour être envoyé, en 1697, à l'empereur Léopold Ier de Habsbourg, qui voulait choisir de la marier avec son fils Joseph. Mais la raison d'état a empêché le mariage.